# Tanjung Uncang
Tanjung Uncang is een bestuurslaag in het regentschap Batam van de provincie Riau-archipel, Indonesië. Tanjung Uncang telt 33.617 inwoners (volkstelling 2010).